# Громов, Георгий Васильевич
Георгий Васильевич Громов (1917—1975) — генерал-майор Советской Армии, участник Великой Отечественной войны, Герой Советского Союза (1946).

## Биография
Георгий Громов родился 1 апреля 1917 года в деревне Оленино (ныне — Тёмкинский район Смоленской области) в семье крестьянина. Окончил шесть классов школы, работал электромонтёром Московского треста «Энергострой», одновременно учился в аэроклубе. В 1937 году Громов был призван на службу в Рабоче-крестьянскую Красную Армию. Окончил Борисоглебскую военную авиационную школу пилотов. Участвовал в советско-финской войне. С июня 1941 года — на фронтах Великой Отечественной войны. Участвовал в боях под Мурманском и в Заполярье, Курской битве, освобождении Белорусской ССР и Польши, Берлинской операции. 8 мая 1945 года 18 лётчиков-истребителей именно его полка осуществляли прикрытие перелёта с аэродрома Стендаль в Берлин английской, американской и французской военных делегаций.
К концу войны подполковник Георгий Громов командовал 515-м истребительным авиаполком 193-й истребительной авиадивизии 13-го истребительного авиакорпуса 16-й воздушной армии 1-го Белорусского фронта. К марту 1945 года он совершил около 400 боевых вылетов, принял участие в 64 воздушных боях, в которых сбил 7 вражеских самолётов лично и 18 в группе.
Указом Президиума Верховного Совета СССР от 15 мая 1946 года за «мужество и героизм, проявленные в воздушных боях с немецкими захватчиками» подполковник Георгий Громов был удостоен высокого звания Героя Советского Союза с вручением ордена Ленина и медали «Золотая Звезда» за номером 8980.
После окончания войны Громов продолжил службу в Советской Армии. В 1950 году он окончил Высшие офицерские лётно-тактические командные курсы, в 1956 году — Военную академию Генерального штаба. В 1963 году в звании генерал-майора авиации он был уволен в запас. Проживал в Киеве. Умер 26 сентября 1975 года, похоронен на Байковом кладбище Киева.
Был также награждён тремя орденами Красного Знамени, орденами Александра Невского, Отечественной войны 1-й степени, Красной Звезды, а также рядом медалей.